# Gail Kobe

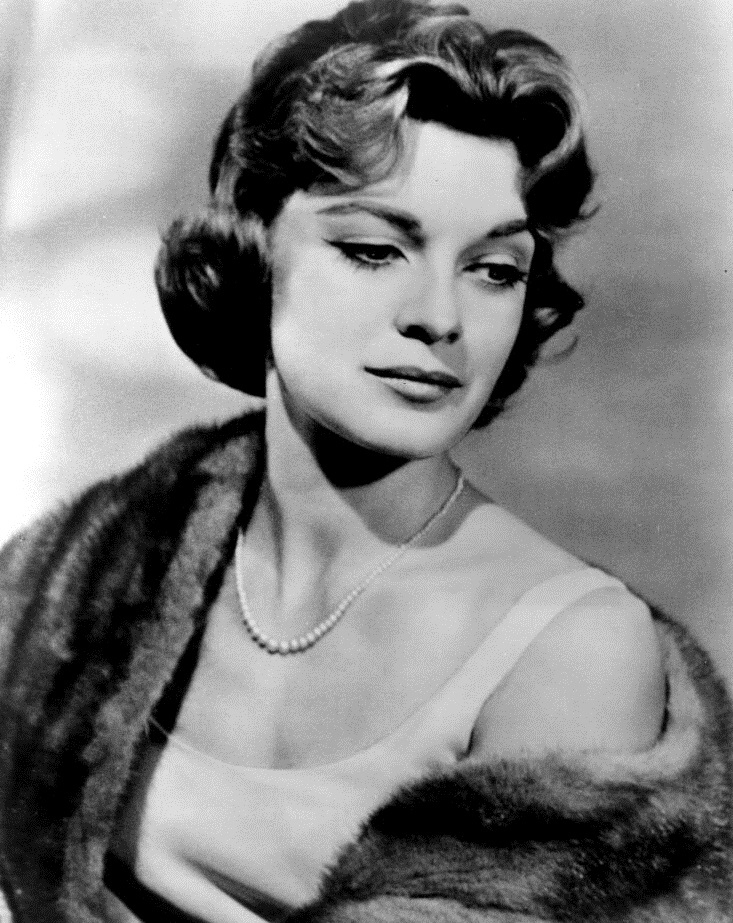
Gail Kobe

Gail Kobe, geboren als Gabriella Kieliszewski  (Hamtramck, 19 maart 1931 – Los Angeles, 1 augustus 2013) was een Amerikaans  actrice.
In de jaren 50 en 60 speelde zij veel (gast)rollen in films en televisieseries. In 1956 speelde ze haar eerste belangrijke rol in de film The Ten Commandments.
Ze speelde onder meer in Richard Diamond, Private Detective, Whirlybirds, Bourbon Street Beat, de westernseries The Californians, Gunsmoke, The Empire, Laramie en The Rebel, maar ook in Ironside, Hogan's Heroes, The Outer Limits (1963), The Untouchables (1959), Dr. Kildare, Bewitched en Mannix.
Kobe speelde ook mee in de soapserie Peyton Place als Doris Schuster.
In de jaren 80 was ze meer uitvoerend producent dan actrice, bijvoorbeeld met de soapserie Return to Peyton Place en “Texas” (1980-1982). Ze behaalde meerdere successen met Guiding Light en was medeproducent in de beginjaren van The Bold and the Beautiful.
Op 30 maart 2008 kreeg ze een ster op de Palm Springs Walk of Stars.
Ze is in 2013 in haar woning in Los Angeles overleden. Kobe is 82 jaar oud geworden. Ze werd begraven op de Riverlawn Cemetery in Marysville.